# Родственник (фильм)
«Родственник» (англ. The Kindred) — фильм ужасов режиссёров Стивена Карпентера и Джеффри Оброу, ставший уже третьей их совместной работой, после фильмов «Дом, где падает кровь» (1982 год) и «Во власти идола» (1984 год). Главные роли исполнили Дэвид Брукс, Род Стайгер, Аманда Пэйс. В прокат фильм вышел 9 января 1987 года.

## Сюжет
Водитель Porsche в попытке выяснить отношения с рядом едущим водителем автомобиля, не справляется с управлением и попадает в ДТП. Прибывшая на место происшествия карета скорой помощи забирает пострадавшего водителя. По дороге больницу карету скорой помощи подрезает неизвестный автомобиль, вынуждая ее остановиться. Разобравшись с парамедиком, водитель из неизвестного автомобиля  вытаскивает  из кареты скорой помощи пострадавшего владельца Porsche.  Далее неизвестный расплачивается с водителем скорой, который был в доле, и уже не в первый раз. Как оказалось водителя Porsche забрали для некоего эксперимента, который вновь не увенчался успехом.
Неожиданно в лабораторию приходит водитель скорой, требуя повышения оплаты, так как он сильно рискует. Соглашаясь с этим, доктор ведущий эксперимент, просить его подождать в комнате, которая оказывается клеткой. Доктор стоя за железной дверью наблюдает как  различные модифицированные мутанты вползают в клетку, видя в водителе скорой свой ужин.
Джон Холлис приходит к умирающей матери, и выслушивает её предсмертную просьбу — уничтожить все лабораторные записи ее экспериментов, которые она проводила дома. А перед самой смертью  Аманда сообщает Джону что у него есть брат  —  Энтони (она назвала его так в честь любимого святого, святого Антония). Джон скептически относится к сказанным словам умирающей матери, про Энтони.
На похоронах Джон встречает Мелиссу Левтридж, которая утверждает, что является самой большой поклонницей его матери, великой ученой. После чего Джон встречается с  доктором Филиппом Ллойдом, которому рассказывает про Энтони, брате о котором узнал от матери перед самой её смертью. Доктор Ллойд быстро понял что имела ввиду Аманда, но решил умолчать.
Вместе с несколькими друзьями Джон отправляется в дом-лабораторию своей матери, чтобы выполнить её предсмертную просьбу.

## В ролях
| Актёр             | Роль                |
| ----------------- | ------------------- |
| Дэвид Брукс       | Джон Холлинс        |
| Род Стайгер       | доктор Филипп Ллойд |
| Аманда Пэйс       | Мелисса Левтридж    |
| Талия Болсам      | Шэрон Рэймонд       |
| Ким Хантер        | Аманда Холлинс      |
| Тимоти Гиббс      | Харт Филлипс        |
| Питер Фречетт     | Брэд Бакстер        |
| Джулия Монтгомери | Синди Рассел        |
| Бен Гиллори       | доктор Стоун        |
| Джим Боэк         | Джексон             |
| Эдгар Смолл       | доктор Ларсон       |